# Copozu
Copozu – wieś w Rumunii, w okręgu Jałomica, w gminie Balaciu. W 2011 roku liczyła 374 mieszkańców.